# Bullou
Bullou – miejscowość i dawna gmina we Francji, w Regionie Centralnym, w departamencie Eure-et-Loir. W 2013 roku populacja ówczesnej gminy wynosiła 247 mieszkańców. 
Dnia 1 stycznia 2018 roku połączono trzy wcześniejsze gminy: Bullou, Dangeau oraz Mézières-au-Perche. Siedzibą gminy została miejscowość Dangeau, a nowa gmina przyjęła jej nazwę.